# Prosthogonimus pellucidis
Prosthogonimus pellucidis är en plattmaskart. Prosthogonimus pellucidis ingår i släktet Prosthogonimus och familjen Prosthogonimidae. Inga underarter finns listade i Catalogue of Life.